# هموفیلی
هِموفیلی یا خون‌تَراوی (به انگلیسی: Hemophilia) دسته‌ای از بیماری‌های ارثی هستند که در آن‌ها توان بدن برای ایجاد لخته و انعقاد خون برای جلوگیری از خونریزی در صورت پاره شدن رگ مختل شده‌است. هموفیلی آ (هموفیلی نوع کلاسیک)(نقص فاکتور انعقادی هشت) شایعترین شکل این اختلال است و در یک نوزاد از هر ۵ تا ۱۰ هزار نوزاد پسر(به صورت نادر در دختران) دیده می‌شود. هموفیلی بی (هموفیلی کریسمس)(نقص فاکتور نه) در یک مورد از هر ۲۰ تا ۳۴ هزار نوزاد پسر مشاهده می‌شود. هموفیلی از دو کلمه همو به معنی خون و فیلیا به معنی دوست داشتن تشکیل شده.
این بیماری که تقریباً به‌طور انحصاری در افراد مذکر به‌وجود می‌آید، در ۸۵٪ موارد ناشی از کمبود فاکتور VIII است که به آن هموفیلی نوع A یا هموفیلی کلاسیک می‌گویند.
این بیماری جزو سخت‌ترین بیماری‌های جهان و به شدت دردآور است.

## انواع خون‌تَراوی
هموفیلی A و B اختلالات انعقادی وابسته به کروموزوم جنسی هستند که به ترتیب بر اثر جهش‌هایی در ژن‌های F8C و F9 ایجاد می‌شوند. جهش‌های F8C موجب کمبود یا اختلال عملکرد عامل انعقادی ۸ (فاکتور هشت) و جهش‌های ژن F9 باعث کمبود یا اختلال عملکرد عامل انعقادی ۱۱ می‌شوند. هموفیلی نوعی اختلال در تمام نژادها و بدون ترجیح نژادی است. میزان شیوع هموفیلی A از هموفیلی B بیشتر است. هموفیلی نوع C یک نوع اختلال ژنتیکی اتوزومال است که به علت کمبود فاکتور یازده خونی می‌باشد.

## شرح بیماری
این بیماری از طریق مادر به پسرانش منتقل شده و مردان نمی‌توانند بیماری را به پسرانشان منتقل کنند. هموفیلی در ۸۵ درصد موارد ناشی از کمبود فاکتور انعقاد خون شماره ۸ است و این نوع هموفیلی موسوم به هموفیلی A یا هموفیلی کلاسیک است. در ۱۵ درصد دیگر بیماران هموفیلیک، تمایل به خونریزی بر اثر کمبود فاکتور انعقادی ۱۱ به‌وجود می‌آید. هر دوی این فاکتورها به‌طور ژنتیکی از طریق کروموزوم X به صورت یک خاصیت مغلوب انتقال می‌یابند.
اگر یک مرد هموفیلی با یک زن ناقل هموفیلی( یکی از کروموزوم‌های جنسی زن معیوب باشد) ازدواج کند در آن صورت نصف زاده‌های آنان پسر سالم و دختر ناقل و نصف زاده‌های آنان پسر و دختر هموفیل خواهد بود. دختران هموفیل معمولاً در اولین قاعدگی در اثر خونریزی جان می‌دهند.
این بیماران معمولاً با التهاب مفاصل روبرو هستند به همین دلیل در هنگام بروز درد و التهاب از راه رفتن عاجز می‌شوند.
بسیاری از بیماران پس از مدتی به دلایلی مانند تولید آنتی‌بادی‌های خنثی‌کننده قادر به ادامهٔ مصرف فاکتور هشت انسانی نیستند و باید از نوع حیوانی آن استفاده کنند یا اینکه از فاکتور هفت نوترکیب انسانی استفاده کنند.

## علایم شایع
علایم اولیه هموفیلی خونریزی‌های طولانی پس از خراش‌های کوچک می‌باشند. البته عقیده عمومی بر این است که اینگونه خونریزی‌های کوچک ولی طولانی باعث مرگ شخص مبتلا نمی‌شوند ولی به تدریج که بیماری پیشرفت می‌کند، علایم شدیدتری از قبیل خونریزی‌های دردناک داخل مفصلی مانند مفصل زانو ایجاد خواهند کرد.
اینگونه حوادث با کوچک‌ترین تحریکی پیش می‌آیند و احتمالاً یک پسر بچه را از انجام بازی محبوبش یعنی فوتبال یا انجام هر کار کوچک دیگری که احتمال دارد زانو دچار پیچیدگی شود بازمی‌دارد. تجمع خون در مفاصل ممکن است باعث خشک شدن مفصل شده و کودک را به‌طور کامل فلج کند یا خونریزی‌های غیر منتظره‌ای در ماهیچه‌ها به وقوع بپیوندد. فنوتیپ و سیر طبیعی هموفیلی معمولاً بیماری مردان است هر چند ندرتاً خانم‌ها هم به علت انحراف غیر فعال شدن کروموزوم ایکس از حالت طبیعی مبتلا می‌شوند. از نظر بالینی این دو نوع هموفیلی غیرقابل افتراق هستند. هر دوی این‌ها با خونریزی به داخل بافت‌های نرم، ماهیچه‌ها و مفاصل متحمل وزن مشخص می‌شوند. خونریزی ظرف چند ساعت تا چند روز پس از تروما رخ می‌دهد و اغلب تا چند روز یا چند هفته ادامه می‌یابد.
آنهایی که بیماری شدیدی دارند معمولاً در دوره نوزادی به علت هماتوم شدید سر یا خونریزی طولانی از زخم‌های ناف یا محل ختنه تشخیص داده می‌شوند. افراد دچار بیماری متوسط اغلب تا زمانی که شروع به خزیدن یا راه رفتن نکنند دچار هماتوم نمی‌شوند و لذا تا آن زمان بیماری آن‌ها تشخیص داده نمی‌شود.

## درمان
اکنون کارآزمایی‌های فعلی ژن درمانی بسیار امیدوارکننده به نظر می‌رسند، سازمان غذا و داروی ایالات متحده، داروی  Roctavian را به عنوان اولین ژن درمانی مبتنی بر ناقل ویروسی برای درمان بزرگسالان مبتلا به هموفیلی A نوع شدید تایید کرد،همچنین تاییدیه داروی HEMGENIX، که آن نیز از طریق یک ناقل مبتنی بر ویروس به بدن منتقل می شود به عنوان اولین ژن درمانی برای هموفیلی B، توسط سازمان غذا و داروی ایالات متحده (FDA) و کمیسیون اروپا صادر شد.لازم به ذکر است که  اخیرا محققان ژاپنی موفق شدند، برای اولین بار؛ ژن درمانی را مستقیماً بدون استفاده از ناقل ویروسی با استفاده از روش هیدرودینامیک به کبد بابون ها برساندند، دانشمندان ژاپنی می گویند که شیوه جدید آنها می تواند یک روش درمانی جدید برای بیماران هموفیلی فراهم کند و مایلند بزودی به آزمایش های بالینی بروند.در ایران نیز رئیس پژوهشگاه ملی مهندسی ژنتیک اردیبهشت ماه سال ۱۴۰۲ خبر از آغاز تلاش دانشمندان ایرانی برای ژن درمانی هموفیلی داد، هر چند به دلیل اختصاص ندادن بودجه کافی در این سال ها برای پژوهش و از دست دادن نخبگان ملی و علاقه نشان ندادن مسئولان به ژن درمانی؛ موفقیت پزشکان و پژوهشگران ایرانی جای اما و اگر بسیار خواهد داشت.همچنین به عنوان راهی برای درمان پیوند کبد نیز یک درمان شناخته شده برای هموفیلی A و B خواهد بود. با این همه هر گاه شخص مبتلا به هموفیلی دچار خونریزی شدید و طولانی شود، اولین و تنها درمانی که واقعاً مؤثر است، تزریق فاکتور انعقادی شماره ۸ خالص است. قیمت این فاکتور بسیار گران بوده و زیاد نیز در دسترس نیست. زیرا این فاکتور را فقط می‌توان از پلاسمای خون انسان و آنهم فقط به مقادیر فوق‌العاده اندک به‌دست آورد. فاکتور ۸ به روش مهندسی ژنتیک نیز تهیه شده و به نام ادویت (Advate) و برای مصرف انسانی در دسترس بیماران قرارگرفته‌است. بسیاری از بیماران پس از مدتی به دلایلی مانند تولید آنتی بادی‌های خنثی‌کننده قادر به ادامه مصرف فاکتور هشت انسانی نیستند و باید از نوع حیوانی آن استفاده کنند یا اینکه از فاکتور هفت نوترکیب انسانی استفاده کنند که هم‌اکنون یک شرکت دانمارکی با نام تجاری نوووسون (Novoseven) آن را تولید می‌کند. به دلیل گرانی فوق‌العاده زیاد بسیاری از کشورها و افراد قادر به تهیه این داروهای نوترکیب نیستند. نوع بیوژنریک یا بیوسیمیلار این دارو توسط شرکت آریوژن تولید شده و بنام آریوسون در اختیار بیماران هموفیلی قرارگرفته‌است. اخیراً در ایران دو شرکت سامان داروی هشتم با نام تجاری سافاکتو و شرکت آریوژن فارمد با نام تجاری کواگیت در شکل نوترکیب داروی فاکتور ۸ را عرضه می کنند.

## خطر توارث
اگر خانمی سابقه خانوادگی هموفیلی داشته باشد با تجزیه و تحلیل پیوستگی یا شناسایی دو ژن جهش یافته F۸C و F۹ تجمع یافته در خانواده می‌توان وضعیت حامل بودن او را تعیین کرد. تشخیص افراد حامل با سنجش آنزیمی دشوار می‌باشد و همه جا مقدور نیست. اگر مادری حامل باشد هر یک از پسرانش به احتمال ۵۰ درصد ژن‌های جهش یافته را به ارث خواهند برد. اگر مادری دارای پسری مبتلا به هموفیلی باشد اما هیچ خویشاوند مبتلای دیگری نداشته باشد احتمال حامل بودن او ۲ در ۳ است.

## تخریب مفصلی در هموفیلی
بیشتر خونریزی‌های داخلی در این بیماری در مفاصلی چون زانو، آرنج، مچ دست، مچ پا، شانه، لگن و دیده می‌شوند؛ که بیشتر در نوع شدید اتفاق می‌افتد. خونریزی داخلی باعث تجمع خون در داخل بافت و مفصل شده، مفصل متورم و دردناک می‌شود و از کار می‌افتد. بعد از قطع خونریزی باید تحت نظر فیزیوتراپ آشنا به هموفیلی و با انجام حرکات سبک فیزیوتراپی به جذب و خارج شدن تدریجی خون از مفاصل کمک نمود. چون تجمع خون در مفصل برای مدت طولانی هم باعث تخریب مفصل می‌شود و صدمات جدی به آن وارد می‌کند و هم استعداد خونریزی خودبخودی و مجدد را بالا می‌برد.
یک درمان امیدوارکننده برای کاهش درد و خونریزی مفاصل درگیر و دائماً در حال خونریزی تزریق درون مفصلی رادیو دارو به صورت فسفر یا رنیوم می‌باشد. با تشخیص پزشک متخصص ارتوپد و هماهنگی پزشک هسته ای انجام این تزریق درد دائم و خونریزی و محدودیت حرکتی را تا حدود بسیار زیادی از بین می‌برد. سینوویورتز با فسفر رادیواکتیو، می‌تواند روشی مؤثر و بصرفه در کاهش همارتروز و مصرف فاکتور در بیماران مبتلا به آرتروپاتی هموفیلیک باشد.